# Autobahndreieck München-Allach
Das Autobahndreieck München-Allach (Abkürzung: AD München-Allach; Kurzform: Dreieck München-Allach) ist ein Autobahndreieck in Bayern in der Metropolregion München. Es verbindet die Bundesautobahn 99 (Münchener Autobahnring) mit der Bundesautobahn 99a, die hier als Zubringer zur Bundesautobahn 8 fungiert.

## Ausbauzustand
Die A 99 ist in südlicher Richtung, genau wie die A 99a, auf vier Fahrstreifen befahrbar. Die A 99 in östlicher Richtung ist sechsstreifig ausgebaut. Alle Überleitungen sind zweistreifig.
Das Dreieck ist in Form einer normalen Gabelung angelegt.
Die fehlenden Relationen werden von dem Kreuz München-West bedient.

## Verkehrsaufkommen
Das Dreieck wird täglich von etwa 120.000 Fahrzeugen befahren.
| Von                           | Nach                          | Durchschnittliche tägliche Verkehrsstärke | Durchschnittliche tägliche Verkehrsstärke | Durchschnittliche tägliche Verkehrsstärke | Anteil Schwerlastverkehr | Anteil Schwerlastverkehr | Anteil Schwerlastverkehr |
| Von                           | Nach                          | 2005                                      | 2010                                      | 2015                                      | 2005                     | 2010                     | 2015                     |
| ----------------------------- | ----------------------------- | ----------------------------------------- | ----------------------------------------- | ----------------------------------------- | ------------------------ | ------------------------ | ------------------------ |
| AK München-West (A 99)        | AD München-Allach             | 30.800                                    | 054.700                                   | 061.500                                   | 06,4 %                   | 08,8 %                   | 08,8 %                   |
| AD München-Allach             | AS München-Ludwigsfeld (A 99) | 82.700                                    | 106.300                                   | 119.900                                   | 13,2 %                   | 13,6 %                   | 14,2 %                   |
| AD München-Eschenried (A 99a) | AD München-Allach             | 57.700                                    | 052.300                                   | 056.300                                   | 14,9 %                   | 15,6 %                   | 14,8 %                   |